# Banchus tumidus
Banchus tumidus là một loài tò vò trong họ Ichneumonidae.